# Каспер Боровський
Каспер Боровський  (псевдоніми: «Цудзоновський», «О. Хвалібуг», пол. Kasper Borowski; 6 січня 1802 — 15 січня 1885) — польський римсько-католицький єпископ з титулом «луцько-житомирський», згодом Плоцький. Професор Духовної Академії у Вільнюсі й Петербурзі, патролог.

## Життєпис
Походить з родини Боровських, яка мала прізвисько Цудзоновських і в XVII столітті прибула із Добжинської землі до Віленського воєводства. Народився 6 січня в 1802 році в Поліновщизні. Навчався у домініканських, єзуїтських і місіонерських школах, студії відбув у 1823—1827 роках у Полоцькій вищій школі піярів, в якій добре вивчив грецьку і латинську мови. У 1827 році вступив до Головної Семінарії у Вільні.
Ієрейські свячення прийняв у 1831 році й працював вікарієм у Жежиці, потім настоятелем у Йосефсталі, німецькій колонії біля Одеси. У 1835 році почав викладати Святе Письмо в Віленській Академії. Здобув докторанта з теології канонічного права. У 1839 році прийняв кафедру права та історії Церкви, на якій працював надалі після прийняття Академії до Петербурга.
За справу свого семінарійного колеги, о. єпископа Ігнатія Головінського, став у 1848 році луцько-житомирським єпископом. Керівництво дієцезією прийняв 27 лютого 1849 року. Будучи пастиром Луцько-Житомирської дієцезії, розвинув особливо енергійно пастирську і адміністративну діяльності. Ревний пастир збільшив духовну семінарію в Житомирі, старався про відновлення і будівництво костелів, часто наносив візити парафіям у своїй дієцезії. Видав ряд пастирських послань, у яких дбав про розвиток духовного життя своїх вірних: «Пастирське послання… при прийнятті керівництва своєю дієцезією 1849 року» (Санкт-Петербург 1849), ["Пастирське послання про великодню сповідь"] (Житомир 1850), ["Пастирське послання про обов'язки, життя, гідність людини і її відношення до Бога"] (Вільно 1854), «Пастирське послання… [Про таїнство покаяння]» (в: «Релігійно-Моральний Щоденник» T. 28: 1855, с. 527—542), «Пастирське послання… [Пасторальна інструкція про сповідь]» (в: «Релігійно-Моральний Щоденник» T. 28: 1855, с. 626—635), «[Пастирське послання про фальшиві науки, що перекручують правдиву віру]» (Житомир 1864). Під псевдонімом О. Хвалібога видав катехізм: «Менший катехізм через О. Хвалібога» (Вільно 1860) і «Римо-католицький катехізм, тобто християнська наука через О. Хвалібога» (Житомир 1860). Опублікував також власні переклади послань найстарших Отців Церкви.
Від 1866 р. урядував також скасованою росіянами Кам'янецькою дієцезією. Врівноважений, тактовний і сповнений повагою, єпископ К. Боровський мав добрі відносини з російською владою. Мав навіть у них довіру, доводом чого було ряд відзначень і факт, що на з'їзд єпископів в Римі 1862 року з нагоди канонізації японських мучеників, лише йому дозволили виїхати з терену Росії. Ці відносини, однак, не врятували його від гострих конфліктів з російською владою в період спроби зросійщення католицьких богослужінь. Єпископ енергійно протистояв спробам впровадження російської мови до богослужінь, не прийняв «требників» нею. Тому, що не піддався вмовлянням і погрозам, в 1869 був вивезений до Пермі. Його звільнили із заслання лише через 13 років — 1882-го. Не міг повернутися до своєї дієцезії, виїхав до Плоцька, де в 1883 р. був призначений плоцьким єпископом-ординарієм. Помер майже через два роки свого урядування 15 січня 1885. «Взірцевий священик і сумлінна людина — так про єпископа К. Боровського писав Валеріян Харкевич — жодної праці не боявся, відзначався витривалістю і винятковою ретельністю. Не обдарований ані красномовністю ані знатним письменницьким талантом, вмів за допомогою щирого слова, а тим більше за допомогою прикладу, жертовного життя об'єднувати людські серця. Боротьбу: релігійну, політичну, літературну, уникав, хоча стільки разів знаходився на терені тієї боротьби; однак не визнавав компромісу з сумлінням». Йому виставили величну епітафію у пресбітерії плоцької катедри.